# Mudcrutch 2
Mudcrutch 2 é o segundo e último álbum de estúdio da banda americana de rock Mudcrutch, lançado em 20 de maio de 2016 e foi o último material de estúdio gravado por Tom Petty antes de sua morte em 2017.

## Promoção
Um single de vinil de 7 ", edição limitada, de" Trailer ", apoiado por "Beautiful World", foi lançado para o Record Store Day 2016. A banda embarcou em sua primeira turnê americana após o lançamento do álbum em maio e junho de 2016.

## Crítica
O álbum foi indicado pela revista Rolling Stone como o 29º melhor álbum do ano de 2016.

| Publicação    | Lista                      | Ano  | Classificação |
| ------------- | -------------------------- | ---- | ------------- |
| Rolling Stone | 50 Melhores Álbuns de 2016 | 2016 | 29            |

## Lista de músicas
| N.º | Título                           | Vocal principal    | Duração |  |
| 1.  | "Trailer"                        | Petty              | 3:17    |  |
| 2.  | "Dreams of Flying"               | Petty              | 3:59    |  |
| 3.  | "Beautiful Blue"                 | Petty              | 6:37    |  |
| 4.  | "Beautiful World"                | Marsh              | 3:08    |  |
| 5.  | "I Forgive It All"               | Petty              | 4:14    |  |
| 6.  | "The Other Side of the Mountain" | Leadon (com Petty) | 3:17    |  |
| 7.  | "Hope"                           | Petty              | 3:11    |  |
| 8.  | "Welcome to Hell"                | Tench              | 3:31    |  |
| 9.  | "Save Your Water"                | Petty              | 3:12    |  |
| 10. | "Victim of Circumstance"         | Campbell           | 2:37    |  |
| 11. | "Hungry No More"                 | Petty              | 6:14    |  |

## Pessoal
Mudcrutch
- Mike Campbell - guitarra, vocal principal em "Victim of Circumstance"
- Tom Leadon - guitarra, guitarra em "Victim of Circumstance", vocal principal em "The Other Side of the Mountain", backing vocals em "Dreams of Flying", "Beautiful Blue", "Save Your Water", "Victim of Circumstance "
- Randall Marsh - bateria, vocal principal em "Beautiful World"
- Tom Petty - baixo, gaita em "Trailer", vocal, co-vocal em "The Other Side of the Mountain", backing vocal em "Beautiful World", "Welcome to Hell", "Victim of Circumstance"
- Benmont Tench - órgão, piano, Mellotron, vocal principal em "Welcome to Hell", backing vocal em "Save Your Water", "Victim of Circumstance"

Músicos adicionais
- Sebastian Harris - shaker em "Victim of Circumstance"
- Josh Jove - pedal aço guitarra em "Beautiful Blue"
- Herb Pederson - banjo em "The Other Side of the Mountain", harmonia vocal em "The Other Side of the Mountain", "Hungry No More"

Produção
- Mike Campbell - produtor
- Greg Looper - engenheiro
- Tom Petty - produtor
- Ryan Ulyate - produtor, gravação, mixagem